# Сол Полански
Сол Полански е американски дипломат.

## Биография
Роден е на 7 ноември 1926 г. в Нюарк, САЩ. Завършва Калифорнийския университет в Бъркли. След това учи в Колумбийския университет и посещава Руския институт от 1950 до 1952 г. През 1972 г. Полански постъпва в Националния военен колеж във Вашингтон. От 1962 г. е част от Службата за външни работи на САЩ. Изпращан е в СССР, Полша и Западен Берлин, а в периода 1976 – 1979 г. – в Източна Германия и Австрия. От 1987 г. до 1990 г. Сол Полански е посланик на САЩ в България. Умира на 6 януари 2016 г.